# Apistogramma commbrae
Apistogramma commbrae es una especie de peces de la familia Cichlidae en el orden de los Perciformes.

## Morfología
Los machos pueden llegar alcanzar los 3,3 cm de longitud total y las  hembras 3,5.

## Distribución geográfica
Se encuentran en Sudamérica: río Paraguay, tramo del río Paraná en la Argentina y río Uruguay.  